# Hany Mukhtar
Hany Abubakar Mukhtar (Berlín, Alemania, 21 de marzo de 1995) es un futbolista alemán, de ascendencia sudanesa, que juega como mediocentro ofensivo en el Nashville SC de la Major League Soccer.

## Clubes

### Hertha BSC
Mukhtar comenzó a jugar al fútbol a una edad muy temprana, inicialmente en el FC Stern Marienfelde. Fue reclutado en la academia juvenil del entonces club de la Bundesliga, Hertha BSC, a la edad de solo siete años. Ascendiendo en las filas de Hertha, fue capitán del equipo sub-17 del club y ganó un título de campeonato en 2012.  Para la temporada siguiente se unió a las reservas de Hertha y sorprendentemente fue llamado al primer equipo cuando el internacional israelí Ben Sahar se perdió un partido por coincidir con Yom Kipur. En el último minuto del partido contra el Dynamo Dresde, Mukhtar entró en sustitución de Ronny, convirtiéndolo en el segundo debutante profesional más joven en la historia del club berlinés.

### Benfica
El 15 de enero de 2015, Mukhtar fichó por el campeón portugués Benfica hasta el 2020. Se creía que la tarifa de transferencia era de 500.000 euros y el Hertha BSC supuestamente participaría en una posible reventa. El 10 de abril de 2015, Mukhtar debutó con el filial y marcó un gol en el empate en casa ante el Chaves (2-2) en Segunda Liga . El 23 de mayo jugó su primer partido con el primer equipo, como suplente en la victoria en casa ante el Marítimo (4-1) en su último partido liguero de la temporada, por lo que prácticamente no sumó minutos en su estadía portuguesa.
El 28 de agosto de 2015, se unió al Red Bull Salzburgo de Austria en un contrato de préstamo de una temporada. Al Salzburgo también se le concedió una opción de transferencia posterior. 

## Selección nacional

### Juveniles
Integró la selección de Alemania que participó del Campeonato Europeo de la UEFA Sub-19 de 2014, se coronó campeón al vencer a Portugal 1 a 0 en la final gracias a un gol suyo.
Fue citado para defender a Alemania en la Copa Mundial Sub-20 de 2015. En la fase de grupos, jugó los 3 partidos y anotó 4 goles. Perdieron en cuartos de final, contra Malí.

### Participaciones en juveniles
| Competición                               | Sede          | Resultado        | Partidos | Goles |
| ----------------------------------------- | ------------- | ---------------- | -------- | ----- |
| Campeonato Europeo de la UEFA Sub-19 2014 | Hungría       | Campeón          | 11       | 5     |
| Copa Mundial Sub-20 de 2015               | Nueva Zelanda | Cuartos de final | 5        | 4     |

## Estadísticas
Actualizado al 2 de octubre de 2016.
| Club                     | Div.          | Temporada     | Liga  | Liga  | Copas nacionales | Copas nacionales | Torneos internacionales | Torneos internacionales | Total | Total |
| Club                     | Div.          | Temporada     | Part. | Goles | Part.            | Goles            | Part.                   | Goles                   | Part. | Goles |
| ------------------------ | ------------- | ------------- | ----- | ----- | ---------------- | ---------------- | ----------------------- | ----------------------- | ----- | ----- |
| Hertha BSC II · Alemania | 4.ª           | 2012-13       | 13    | 5     | -                | -                | -                       | -                       | 13    | 5     |
| Hertha BSC II · Alemania | 4.ª           | 2013-14       | 2     | 0     | -                | -                | -                       | -                       | 2     | 0     |
| Hertha BSC II · Alemania | 4.ª           | 2014-15       | 6     | 2     | -                | -                | -                       | -                       | 6     | 2     |
| Hertha BSC II · Alemania | Total club    | Total club    | 21    | 7     | 0                | 0                | 0                       | 0                       | 21    | 7     |
| Hertha Berlín · Alemania |               |               |       |       |                  |                  |                         |                         |       |       |
| 2.ª                      | 2012-13       | 7             | 0     | 0     | 0                | -                | -                       | 7                       | 0     |       |
| 1.ª                      | 2013-14       | 10            | 0     | 1     | 0                | -                | -                       | 11                      | 0     |       |
| Total club               | Total club    | 17            | 0     | 1     | 0                | 0                | 0                       | 18                      | 0     |       |
| Benfica Portugal         | 1.ª           | 2014-15       | 1     | 0     | 0                | 0                | 0                       | 0                       | 1     | 0     |
| Benfica Portugal         | Total club    | Total club    | 1     | 0     | 0                | 0                | 0                       | 0                       | 1     | 0     |
| Benfica B Portugal       | 2.ª           | 2014-15       | 1     | 1     | -                | -                | -                       | -                       | 1     | 1     |
| Benfica B Portugal       | Total club    | Total club    | 1     | 1     | 0                | 0                | 0                       | 0                       | 1     | 1     |
| Salzburgo · Austria      | 1.ª           | 2015-16       | 13    | 1     | 2                | 0                | 0                       | 0                       | 15    | 1     |
| Salzburgo · Austria      | Total club    | Total club    | 13    | 1     | 2                | 0                | 0                       | 0                       | 15    | 1     |
| Brøndby IF Dinamarca     | 1.ª           | 2016-17       | 8     | 3     | 0                | 0                | 4                       | 1                       | 12    | 4     |
| Brøndby IF Dinamarca     | Total club    | Total club    | 8     | 3     | 0                | 0                | 4                       | 1                       | 12    | 4     |
| Total carrera            | Total carrera | Total carrera | 61    | 12    | 3                | 0                | 4                       | 1                       | 68    | 13    |

## Hat-tricks
| 1 | 1 de junio de 2015  | AMI Stadium, Christchurch | Alemania - Fiyi                  |  | 8 - 1 | Mundial Sub-20 2015 |
| 2 | 17 de julio de 2021 | Geodis Park, Nashville    | Nashville SC - Chicago Fire      |  | 5 - 1 | MLS 2021            |
| 3 | 6 de agosto de 2022 | Geodis Park, Nashville    | Nashville SC - Colorado Rapids   |  | 4 - 1 | MLS 2022            |
| 4 | 6 de mayo de 2023   | Geodis Park, Nashville    | Nashville SC - Chicago Fire      |  | 3 - 0 | MLS 2023            |
| 5 | 17 de junio de 2023 | Geodis Park, Nashville    | Nashville SC - St. Louis City SC |  | 3 - 1 | MLS 2023            |

## Palmarés

### Títulos nacionales
| Competición     | Equipo            | País     | Año  |
| --------------- | ----------------- | -------- | ---- |
| 2. Bundesliga   | Hertha de Berlín  | Alemania | 2013 |
| Primeira Liga   | Benfica           | Portugal | 2015 |
| Bundesliga      | Red Bull Salzburg | Austria  | 2016 |
| Copa de Austria | Red Bull Salzburg | Austria  | 2016 |

### Títulos internacionales
| Competición                 | Equipo                | Sede    | Año  |
| --------------------------- | --------------------- | ------- | ---- |
| Campeonato de Europa sub-19 | Selección de Alemania | Hungría | 2014 |

### Otras distinciones
- Campeonato de Europa Sub-17: 2011-12